# تقنية الاختبار المجهري غير الجراحية

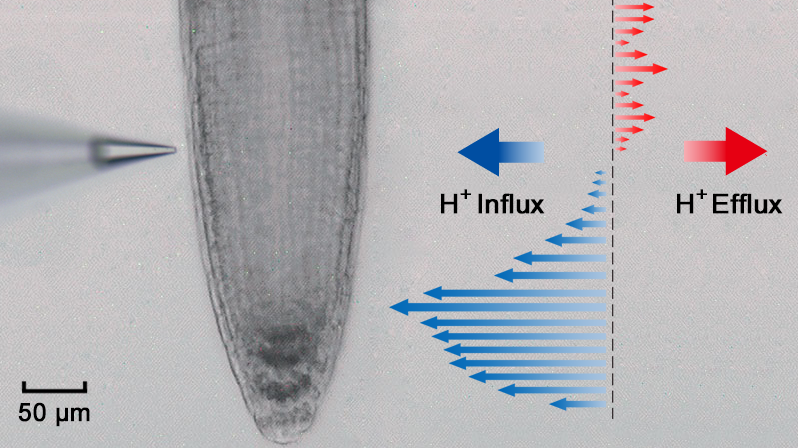
ملف تعريف تدفق NMT H ^{+} لجذر نبات أرابيدوبسيس عبر عدة مناطق. يوضح هذا المثال تدفقًا قويًا لأيون ^{الهيدروجين} أقرب إلى طرف الجذر، وتدفقًا طفيفًا لأيون ^{الهيدروجين} بعيدًا عن الطرف.

تقنية الاختبار المجهري غير الجراحية (بالإنجليزية: Non-invasive micro-test technology) )‏ (NMT) هي تقنية بحثية علمية لقياس الأحداث الفسيولوجية للعينات البيولوجية السليمة. وهي تُستخدم في الأبحاث في العديد من المجالات البيولوجية مثل:وظيفة الجينات، و علم وظائف الأعضاء النباتية، و البحث الطبي الحيوي، و علوم البيئة.  
تشهد معظم الكائنات الحية تبادلاً دائماً للأيونات و الجزيئات مع محيطها نتيجة للعمليات البيولوجية. لذلك، تستخدم تقنية NMT مستشعرات تدفق متخصصة و مستمدة من أقطاب كهربائية دقيقة لقياس نشاط الأيونات/الجزيئات الديناميكي الذي يسمى التدفق حول عينة سليمة. حيث تكشف هذه التدفقات عن معلومات حول مختلف الظواهر الفسيولوجية المحيطة.  
كل مستشعر تدفق NMT هو انتقائي أو محدد لأيون/جزيء معين حسب الاختيار. فبعض أجهزة استشعار تدفق الأيونات/الجزيئات المنشورة بشكل أكثر شيوعًا هي تلك المتوفرة تجاريًا، مثل Ca 2+ وH + وK + وNa + وCl − وMg 2+ وCd 2+ وNH 4 + وNO 3 − وPb 2+ وCu 2+ وO 2 وH 2 O 2 وIAA (حمض الإندول-3-الأسيتيك).        إضافة إلى ذلك، تتضمن بعض مستشعرات التدفق الأخرى الغلوتامات والجلوكوز وZn 2+ وHg 2+ و المزيد و التي تم تصميمها بواسطة مختبرات فردية.    
تقيس NMT مقدار و سرعة و اتجاه حركة الأيونات/الجزيئات المختارة. و يتم تعريف ذلك على أنه تدفق الانتشار، و هو ببساطة كمية المادة لكل وحدة مساحة/ وحدة زمنية. 
تم وصف مبدأ كيفية قياس NMT للتدفق في تسعينيات القرن العشرين من قبل عدد قليل من المختبرات المختلفة؛ حيث وصف ليونيل جافي في مختبر الأحياء البحرية تقنية المسبار الاهتزازي،  و وصف إيان نيومان في جامعة تسمانيا تقنية مايف(MIFE™).  هناك أيضًا تقنيات سيري(SERIS) و سايت(SIET) التي تستخدم هذا المبدأ أيضا. 

## الإجراء الأساسي

### إعداد العينات الحية
أولا، تحتاج العينات المختلفة إلى كميات مختلفة من العمل التحضيري. فعلى سبيل المثال، يمكن قياس الكائنات الحية الصغيرة، و العضيات المكثفة، و الخلايا أو الأنسجة أو الأعضاء المزروعة مع القليل من التغيير، و لكن يجب كشف أي شيء تحت الجلد أو سطح الكائنات الحية الكبيرة من أجل القياس. بشكل عام، و بمجرد تحضير العينة بحيث يتم الكشف عن موقع القياس المطلوب، لا يسبب NMT أي ضرر أو تداخل إضافي مع الاختبار؛ ولهذا السبب، يتم استخدام هذه التقنية بشكل شائع لقياس العينات الحية السليمة. ثانيا، يجب تأمين العينة الحية داخل طبق بتري حتى لا تتحرك أو تتحول. فخلية واحدة يمكنها الالتصاق بوسائل مثل الشريحة المغطاة بالبولي ليسين؛ و هذا ينطبق أيضًا على عينات صغيرة أخرى مثل العضيات المكثفة.  من أجل ذلك، يمكن تثقيل عينات الأنسجة الكبيرة مثل الجذور باستخدام ورق الترشيح و بلاط الراتنج. و يمكن أيضًا قياس الكثير من العينات الكبيرة الأخرى، مثل الأعضاء أو الكائنات الحية الصغيرة بالكامل مثل سمك الزرد. 

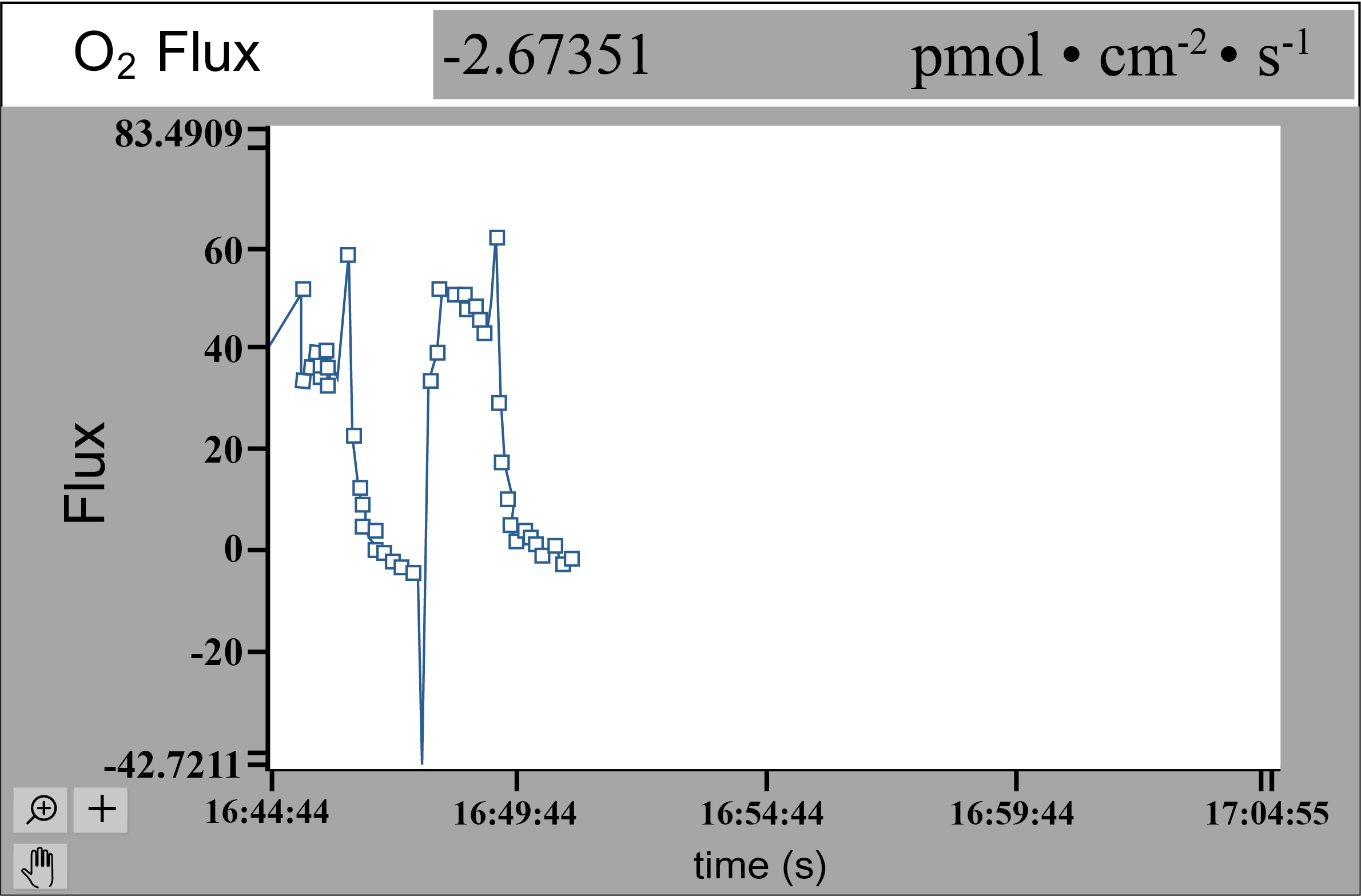
مثال على بيانات التدفق الخام التي تتكشف أثناء قياس NMT لتدفق الأكسجين من عينة ورقة. أثناء هذا الاختبار، يُشغل الضوء ويُطفئ بشكل دوري، مما يؤدي في كل مرة إلى حدوث تغيير في تدفق O _{2} بسبب عملية التمثيل الضوئي.

### تكوين الوسائط السائلة
يجب أن تكون العينة محاطة بوسط سائل، و الذي تختلف درجته اعتمادًا على نوع العينة و الغرض من الاختبار، و الأيونات/الجزيئات التي سيتم قياسها. فتُعد هذه الوسائط طريقة مفيدة للتلاعب ببيئة العينة عن طريق إضافة أشياء مثل الأدوية أو العوامل المسببة للتوتر أو غيرها من المحفزات الحيوية/غير الحيوية. 
هذه الخطوة يمكن أن تكون هي الأكثر تحديًا لأنها تسمح بالعديد من الاحتمالات للتلاعب بالاختبار. و تجدر الإشارة إلى أنه للبدء في تصميم اختبار جديد محدد، هناك الكثير من الأدبيات التي توثق التركيب الناجح للوسائط السائلة.  

### التسجيل
تُوضع العينة المحضرة تحت المجهر باستخدام مستشعر تدفق يُتحكم فيه بواسطة الكمبيوتر. حيث يستعين المشغل بمفاتيح الأسهم لتحريك مستشعر التدفق إلى النقطة و المسافة المطلوبين من العينة و ذلك بمساعدة كاميرا المجهر. 
يقيس مستشعر NMT التدفق و يتم رسم البيانات بعدها على الشاشة أثناء الاختبار. و غالبًا ما تُقاس هذه التدفقات بوحدة 10-12 مول • سم -2 • ثانية -1، أو أحيانًا صغيرة مثل 10-15 مول • سم -2 • ثانية -1، مما يسمح بقياس التدفق من شيء صغير مثل خلية واحدة. كما يمكن إدخال تغييرات أخرى أثناء الاختبار، مثل عامل ضغط أو محفز غير حيوي آخر، بعدها ستتغير أنماط التدفق على الشاشة من أجل إظهار التغييرات الفسيولوجية. على سبيل المثال، يمكن دراسة الإجهاد البارد عن طريق إضافة مخزن اختبار الجليد البارد إلى المحلول أثناء العملية. 

### الأبعاد

#### أحادي الأبعاد
هذا هو اختبار NMT الأكثر شيوعًا حيث يُحرك مستشعر التدفق في اتجاه واحد فيما يتعلق بالعينة، بشكل عام بشكل عمودي على حدود العينة.

#### ثنائي الأبعاد
لا يوجد الكثير من التطبيقات الموثقة للقياس ثنائي الأبعاد في NMT؛ وقد أُثبت إمكانية ذلك باستخدام تقنية المسبار الاهتزازي بواسطة ديجونهارد و أخرون   في عام 1998.  حيث حركوا مستشعر التدفق بشكل عمودي ثم موازي لجذر النبات، ثم بعدها جمعوا متجهات التدفق لتوليد اتجاه التدفق ثنائي الأبعاد. بهذه الطريقة، يمكن للتقنية قياس التدفقات ثنائية الأبعاد أيضًا باستخدام نفس البرنامج الذي يقيس التدفقات ثلاثية الأبعاد. 

### ثلاثي الأبعاد
أحد رواد رسم خرائط تدفق الأيونات/الجزيئات ثلاثية الأبعاد هو جوزيف كونكل.  و لتوليد عرض ثلاثي الأبعاد للتدفقات، يجب على مستشعر التدفق إجراء قياسات في اتجاهات X وY وZ عند كل نقطة حول العينة. في عام 2006، تم إنتاج عرض لمتجهات تدفق H + وO 2 ثلاثية الأبعاد حول أنبوب حبوب اللقاح باستخدام برنامج Mageflux الذي طوره Yue Xu. 

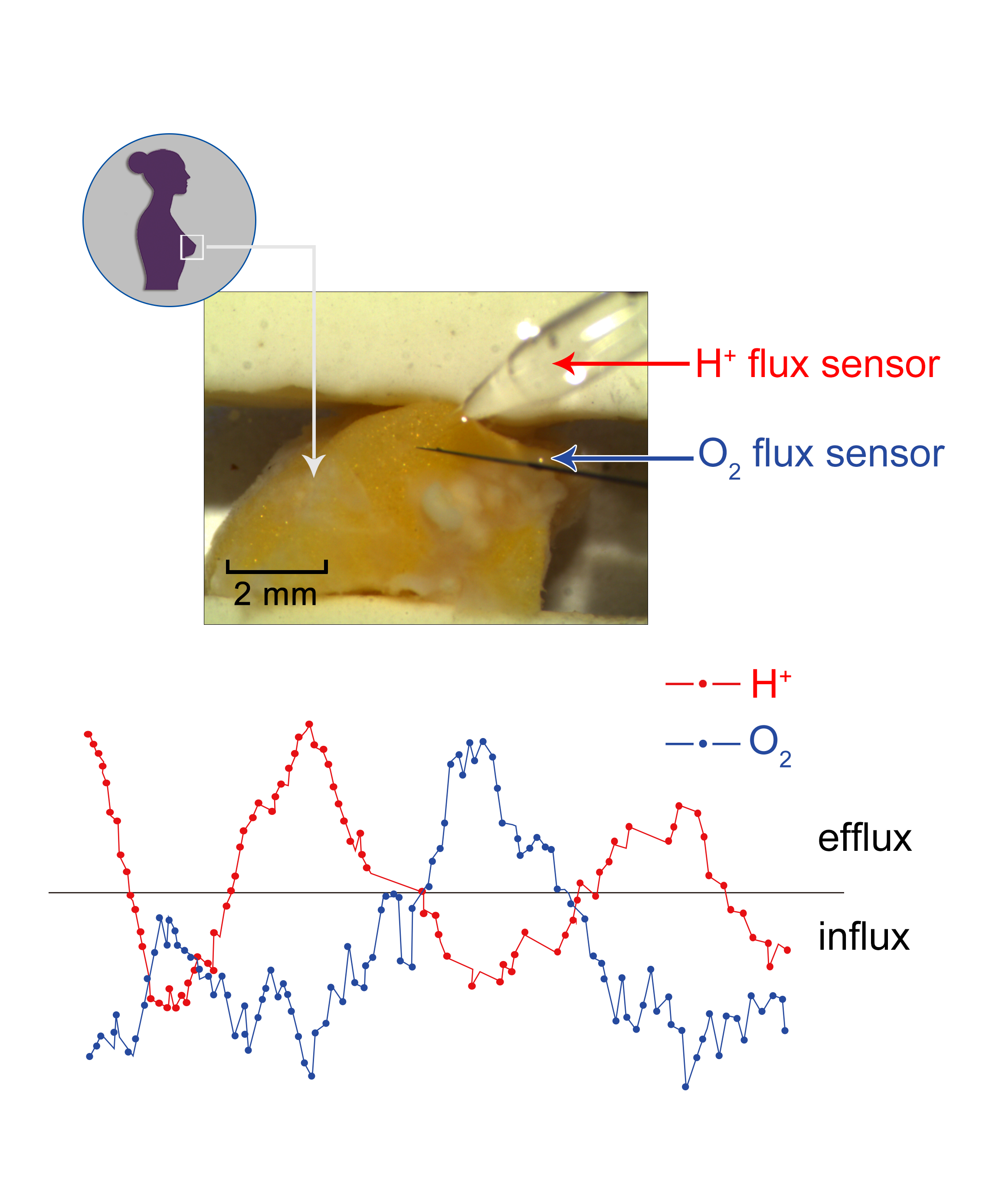
يتم قياس عينة من ورم الثدي في وقت واحد بواسطة مستشعرات تدفق H ^{+} و O _{2}. وتظهر البيانات كيف تتغير التدفقات معًا، وهو أمر مفيد للبحث في مجالات مثل استقلاب السرطان.

### متزامن
يمكن إعداد أجهزة استشعار NMT لقياس تدفقين أو أكثر من الأيونات/الجزيئات المختلفة في نفس الوقت، مما يسمح للمستخدم برؤية تغييرات التدفق في وقت واحد، و رؤية العلاقة بينهما أيضا.  حيث إن الجمع بين قياسين معينين للتدفق في وقت واحد يمكن أن يكون مؤشرًا قويًا للظواهر الفسيولوجية.  على سبيل المثال، يمكن أن يوفر قياس كل من H + وO 2 في وقت واحد من عينة الورم (انظر الشكل على اليمين) معلومات مهمة حول عملية التمثيل الغذائي للسرطان والتي تكون أكثر فائدة بكثير من قياس واحد فقط في كل مرة.

## التطبيقات
من المقبول على نطاق واسع أن الأنشطة الأيونية والجزيئية داخل الخلايا وخارجها حيوية للعديد من العمليات الفسيولوجية، مما يجعلها أيضًا مؤشرات مفيدة لوظائف الجينات. فمن خلال قياس تدفقات الأيونات/الجزيئات الديناميكية، ساعدت تقنية الاختبار المجهري غير الجراحية في إجراء أبحاث حول الجينات المرتبطة بعوامل مثل الإجهاد البارد،  و تحمل الملح،  و امتصاص الكادميوم،  و امتصاص العناصر الغذائية في النباتات.  في البحث الجيني الطبي الحيوي، قاست التقنية  عينات مثل خلايا الكبد للتحقيق في التعبير الجيني من خلال التدفقات. 

### علم الأحياء النباتية
تم تطبيق التقنية على نطاق واسع في علم الأحياء النباتية في مجالات مثل الإجهاد الحيوي/غير الحيوي،   تغذية النبات،   نمو النبات و تطوره،  تفاعل النبات/الميكروب،  دفاع النبات،  التمثيل الضوئي،  أبحاث نقل الإشارة،  و المزيد. حيث يتم قياس الجذور بشكل شائع، بالإضافة إلى العديد من عينات النباتات الأخرى مثل أنسجة الأوراق، وشعر الجذر، وخلايا الحراسة، و خلايا الغدة الملحية، و خلايا الميزوفيل، و العضيات المكثفة مثل البلاستيدات الخضراء و الفجوات.إضافة إلى ذلك، يمكن أن تساعد  في تحديد النباتات الأكثر مقاومة للعوامل المسببة للتوتر مثل الملح و درجة الحرارة و الجفاف و الأمراض.   كما أنها أداة مفيدة لدراسة آليات امتصاص وتنظيم التغذية في النبات بطرق مثل مراقبة معدلات امتصاص العناصر الغذائية على سطح الجذر. 

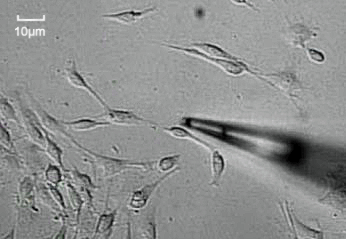
خلية عصبية فردية تم قياسها بواسطة مستشعر تدفق NMT

علاوة على ذلك، يتم تطبيقها في البحث الطبي الحيوي في مجالات مختلفة مثل علم الأعصاب،  و أبحاث الأورام،  و فحص الأدوية،  والتمثيل الغذائي،  وأبحاث العظام.  فتُعد التقنية  أداة مفيدة لتقييم تأثيرات العلاجات على أمراض مثل مرض السكري و السرطان في عينات الأنسجة، حيث يمكنها قياس التغيرات في التدفق استجابةً للعلاجات.   تتضمن العينات المقاسة أنسجة الورم، و الخلايا العصبية، و أنسجة المخ، و خلايا الكبد، و العظام، و العضلات، وغيرها الكثير. و يمكن قياس معدلات التمثيل الغذائي بواسطتها  باستخدام تدفقات O 2 و H + .  مثلا، في أبحاث العظام، يساعد تدفق Ca 2+ الذي يتم قياسه بواسطة التقنية في الأبحاث المتعلقة بشفاء العظام ونموها. 

### بيئي
تشمل المجالات المختلفة للبحث البيئي التي تم فيها تطبيق NMT الكشف عن تلوث المياه،  و الإنذار المبكر البيولوجي،  و تقييم جودة المياه،  و الكشف عن المعادن الثقيلة. و مع ارتفاع تلوث المحاصيل بالمعادن الثقيلة على مستوى العالم، تم استخدام المزيد من أجهزة استشعار تدفق المعادن الثقيلة مثل Cd 2+ و Cu 2+ و Pb 2+ في الأبحاث لتحديد النباتات التي يمكنها معالجة هذه المشكلة بالاستعانة  بالمعالجة النباتية.  بالنسبة لأبحاث جودة المياه والتلوث، تم قياس نباتات المياه و الطحالب، بالإضافة إلى الأغشية الحيوية و أجنة الأسماك. 